# يوان لي (ممثلة)
يوان لي (بالصينية المبسطة: 袁立)‏ هي ممثلة صينية، ولدت في 12 يوليو 1973 في Xiaoshan County ‏ في الصين.

## وصلات خارجية
- يوان لي على موقع IMDb (الإنجليزية)
- يوان لي على موقع قاعدة بيانات الفيلم (الإنجليزية)